# Bataille du Moulin-à-Vent
Rébellion du Haut-Canada

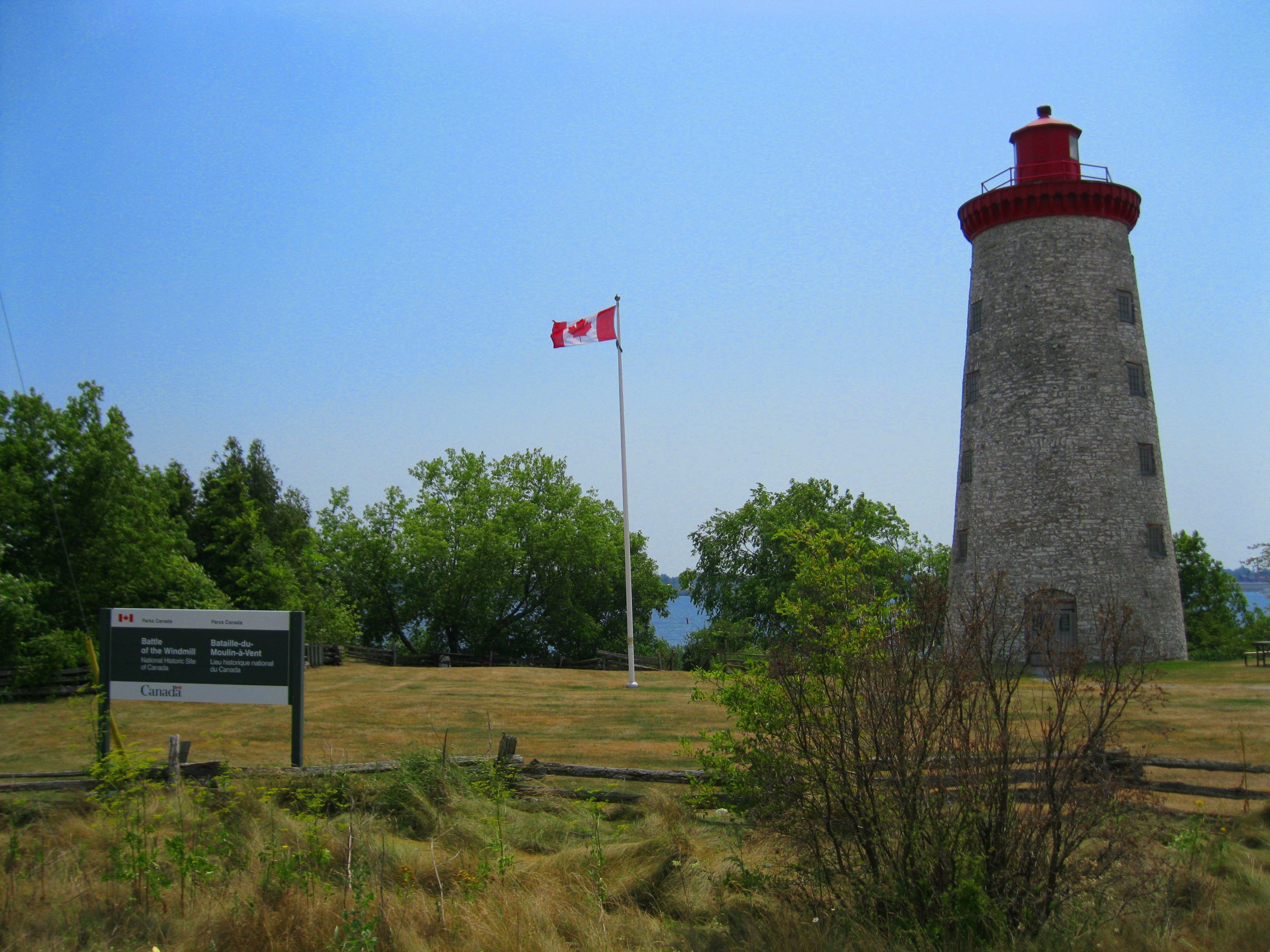
Lieu historique national du Canada de la Bataille-du-Moulin-à-Vent

La bataille du Moulin-à-Vent est une bataille qui s'est produite en novembre 1838 pendant  la Rébellion du Haut-Canada. Les forces loyaliste du Haut-Canada repoussèrent une tentative d'invasion des « Chasseurs » qui étaient basés aux États-Unis. Le site de la bataille a été désigné lieu historique national du Canada en 1920.